# La grande scommessa
La grande scommessa (The Big Short) è un film del 2015 diretto da Adam McKay, tratto dal libro di Michael Lewis Il grande scoperto (The Big Short: Inside the Doomsday Machine).
Tra gli interpreti principali del film Christian Bale, Steve Carell, Ryan Gosling e Brad Pitt, che interpretano un gruppo di investitori che avevano intuito cosa stesse per succedere sul mercato prima dello scoppio della crisi finanziaria del 2007-2008.
Candidato a cinque Premi Oscar tra cui miglior film, si è aggiudicato quello per la miglior sceneggiatura non originale.

## Trama
Il film, ispirato ad eventi e personaggi reali, racconta le storie simultanee di tre gruppi di persone che hanno scoperto le basi per la crisi finanziaria del 2007-2008 e riescono a ricavarne enormi profitti.

### Michael Burry
Nel 2005 l'eccentrico manager di un hedge fund Michael Burry scopre che il mercato immobiliare statunitense è estremamente instabile, essendo basato su mutui subprime ad alto rischio. Giungendo alla conclusione che il mercato crollerà e identificando il probabile punto di inizio della crisi nel secondo trimestre del 2007, si rende conto che si possono trarre profitti da questa situazione con la creazione di un mercato di credit default swap, che gli permette di scommettere contro il mercato immobiliare; egli visita numerose banche con questa idea, e le banche, nella convinzione che il mercato immobiliare sia incrollabile, accettano la sua proposta.
Questo comportamento, apparentemente illogico e privo di buon senso, attira le ire degli investitori di Burry, che credono che egli stia sprecando il loro denaro, e gli chiedono di sospendere la sua attività, ma lui rifiuta. Man mano che il momento del collasso si avvicina, i suoi investitori perdono la loro fiducia nel fondo d'investimento di Burry e considerano la possibilità di ritirare i propri soldi investiti, ma Burry impone una moratoria per i ritiri, provocando una grande rabbia tra i suoi clienti. Tuttavia, alla fine il mercato crolla come previsto ed egli consegue un profitto del 489% con un utile complessivo di oltre 2,69 miliardi di dollari.

### Jared Vennett
L'investitore Jared Vennett, (personaggio immaginario, ispirato alla figura di Greg Lippmann) dirigente della Deutsche Bank di New York, viene a sapere dell'operato di Burry nel 2005 da uno dei banchieri di cui si occupa, e ben presto si rende conto di come le previsioni di Burry siano vere. Decide quindi di mettere la propria quota nel mercato dei credit default swap, e con una telefonata allerta il trader Mark Baum (ispirato a Steve Eisman) e il suo team riguardo ai propri piani, convincendoli a unirsi a lui. Vennett e Baum scoprono che il crollo incombente del mercato verrà ulteriormente amplificato negli effetti dalla vendita di obbligazioni di debito collateralizzate (CDO), pacchetti di prestiti difficilmente rimborsabili ma erroneamente valutati come sicuri a causa dell'incompetenza e/o della compiacenza delle agenzie di rating.
Quando Baum partecipa all'American Securitization Forum a Las Vegas, intervista un uomo d'affari che lo informa di essere il riconosciuto creatore dei cosiddetti CDO sintetici, ossia una catena di scommesse sempre più grandi basate sui prestiti difettosi; a questo punto Baum si rende conto, con suo grande orrore, che la grandezza della frode è più notevole (e di molto) di quanto avessero previsto e che non provocherà il crollo del solo mercato immobiliare americano, ma dell'intera economia mondiale. Anche il suo datore di lavoro, Morgan Stanley, verrà messo in ginocchio dalla crisi bancaria che consegue dallo scoppio della bolla speculativa. Al momento del collasso economico, Vennett si compiace della riuscita del suo piano che gli ha fatto fruttare 47 milioni di dollari e Baum, a malincuore, decide di liquidare le posizioni swap del suo team ricavando così 1 miliardo di dollari.

### Charlie Geller e Jamie Shipley
Due giovani investitori attivisti, Charlie Geller e Jamie Shipley (nella realtà Charlie Ledley e Jamie Mai di Cornwall Capital), nel 2005 scoprono casualmente un volantino di Vennett e, convintisi della logicità delle conclusioni, decidono di partecipare all'operazione finanziaria. Dal momento che sono troppo inesperti per poter agire in questo campo, per approfittare della situazione chiedono aiuto all'eccentrico banchiere in pensione Ben Rickert.
I tre visitano l'American Securitization Forum, dove riescono a fare affari con successo. Shipley e Geller sono inizialmente entusiasti, ma Rickert li critica aspramente, ricordando loro che stanno per ottenere profitti enormi grazie a un collasso economico imminente che causerà la rovina di milioni di famiglie. I due riescono infine a guadagnare 80 milioni di dollari, ma vengono lasciati soli all'interno di un sistema corrotto.

### Epilogo
Vengono indicate le carriere perseguite dai protagonisti dopo lo scoppio della bolla. Burry si ritira in parte dall'industria finanziaria ed investe solo in acqua; Baum continua la sua carriera senza gloriarsi della sua capacità premonitrice; Rickert torna alla sua pensione; Shipley e Geller, senza successo, tentano di citare in giudizio le società di rating, venendo derisi per questo dall'opinione pubblica e, infine, si dividono. Quasi nessuno dei banchieri coinvolti nella creazione della bolla dei CDO viene arrestato e, presto, i CDO tornano a essere venduti sotto diverso nome.

## Produzione
Il film è basato sul libro The Big Short: Inside the Doomsday Machine di Michael Lewis.

## Distribuzione
La pellicola è stata presentata in anteprima a novembre 2015 durante l'AFI Fest, ed è stata successivamente distribuita limitatamente nelle sale cinematografiche statunitensi l'11 dicembre e in vasta scala dal 23 dicembre 2015. È uscita nei cinema italiani il 7 gennaio 2016. 

## Accoglienza

### Incassi
Il film ha incassato 133,4 milioni di dollari in tutto il mondo, di cui 70,2 negli Stati Uniti, contro un budget di 28 milioni.

### Critica
Sul sito di recensioni Rotten Tomatoes il film riceve l'89% delle recensioni professionali positive con un voto medio di 7,8 su 10 basato su 329 critiche, mentre su Metacritic ottiene un punteggio di 81 su 100 basato su 45 recensioni.

## Riconoscimenti
- 2016 - Premio Oscar
  - Miglior sceneggiatura non originale a Adam McKay e Charles Randolph
  - Nomination per il miglior film
  - Nomination per la miglior regia a Adam McKay
  - Nomination per il miglior attore non protagonista a Christian Bale
  - Nomination per il miglior montaggio a Hank Corwin
- 2016 - Golden Globe
  - Nomination per il Miglior film commedia o musicale
  - Nomination per il miglior attore in un film commedia o musicale a Christian Bale
  - Nomination per il miglior attore in un film commedia o musicale a Steve Carell
  - Nomination per la migliore sceneggiatura a Adam McKay e Charles Randolph
- 2016 - Premi BAFTA
  - Migliore sceneggiatura non originale a Adam McKay e Charles Randolph
  - Nomination per il miglior film
  - Nomination per il miglior regista a Adam McKay
  - Nomination per il miglior attore non protagonista a Christian Bale
  - Nomination per il miglior montaggio a Hank Corwin
- 2016 - Screen Actors Guild Awards
  - Nomination per il miglior cast
  - Nomination per il miglior attore non protagonista a Christian Bale
- 2016 - Producers Guild of America Awards
  - Miglior film
- 2016 - Directors Guild of America Awards
  - Nomination per il miglior regista a Adam McKay
- 2016 - Writers Guild of America Awards
  - Nomination per la miglior sceneggiatura non originale a Adam McKay e Charles Randolph
- 2016 - Critics' Choice Movie Awards
  - Miglior commedia
  - Miglior sceneggiatura non originale a Adam McKay e Charles Randolph
  - Miglior attore in una commedia a Christian Bale
  - Nomination per il miglior film
  - Nomination per il miglior cast
  - Nomination per il miglior attore in una commedia a Steve Carell
  - Nomination per il miglior montaggio a Hank Corwin
- 2015 - National Board of Review Award
  - Miglior cast
- 2016 - Satellite Awards
  - Nomination per il miglior film
  - Nomination per il miglior attore non protagonista a Christian Bale
- 2015 - Hollywood Film Awards[6]
  - Premio al miglior regista rivelazione a Adam McKay
- 2015 - African-American Film Critics Association[7]
  - Migliori dieci film
- 2016 - MTV Movie Awards[8]
  - Nomination per il miglior film basato su una storia vera